# Psychotria sadebeckiana
Psychotria sadebeckiana är en måreväxtart som beskrevs av Karl Moritz Schumann. Psychotria sadebeckiana ingår i släktet Psychotria och familjen måreväxter. Inga underarter finns listade i Catalogue of Life.